# 9 septembre 1995
Le samedi 9 septembre 1995 est le 252e jour de l'année 1995.

## Naissances
- Kōta Shinzato, chanteur japonais
- Mao Mita, chanteuse japonaise
- Michał Helik, joueur de football polonais
- Nacho Gil, footballeur espagnol

## Décès
- Bela Palfi (né le 16 février 1923), joueur de basket-ball yougoslave
- Benjamin Mazar (né le 28 juin 1906), historien israélien
- Erik Nilsson (né le 6 août 1916), footballeur suédois
- Hans Krüsi (né le 15 avril 1920), artiste suisse
- Reinhard Furrer (né le 25 novembre 1940), astronaute allemand
- Akimitsu Takagi (né le 25 septembre 1920), écrivain japonais
- Virág Móricz (née le 23 septembre 1909), écrivaine et scénariste hongroise

## Événements
- Début de championnat d'Espagne de football 1995-1996
- Début des séries d'animation Freakazoid!, Gadget Boy, Minus et Cortex et Titi et Grosminet mènent l'enquête
- Sortie du jeu vidéo Ridge Racer